# Крижанівський Ростислав Артурович
Ростислав Артурович Крижанівський (нар. 5 вересня, 2004) — український плавець, призер юніорського чемпіонату Європи.

## Результати
| Рік  | Змагання                                     | Місце проведення   | 50 м брасом | 50 м брасом | 100 м брасом | 100 м брасом | 200 м брасом | 200 м брасом |
| Рік  | Змагання                                     | Місце проведення   | Час         | Місце       | Час          | Місце        | Час          | Місце        |
| ---- | -------------------------------------------- | ------------------ | ----------- | ----------- | ------------ | ------------ | ------------ | ------------ |
| 2019 | Європейський юнацький олімпійський фестиваль | Баку, Азербайджан  | Н/Д         | Н/Д         | 1:02.36      | 1            | 2:16.60      | 2            |
| 2021 | Чемпіонат Європи                             | Будапешт, Угорщина | 28.27       | 39          | 1:02.32      | 52           | 2:20.03      | 43           |
| 2021 | Чемпіонат Європи серед юніорів               | Рим, Італія        | 27.75       | 2           | 1:02.55      | 8 (кв.)      | —            | —            |
| 2021 | Чемпіонат світу (25 м)                       | Абу-Дабі, ОАЕ      | 26.89       | 18          | —            | —            | —            | —            |